# Aeroportul Chimoio
Aeroportul Chimoio (IATA: VPY, ICAO: FQCH) este un aeroport din Chimoio, Provincia Manica, Mozambic ce deservește zona Chimoio. A fost numit după zona deservită.
Situat la o altitudine de 697 m, aeroportul dispune de o singură pistă.